# Кристаллический фиолетовый
Кристалли́ческий фиоле́товый (N,N,N′,N′,N′′,N′′-гексаметилпарарозанилин хлорид) — органическое соединение, основный трифенилметановый краситель с химической формулой C25H30N3Cl, одна из форм метилового фиолетового. Имеет вид блестящих зелёных кристаллов, применяется в качестве кислотно-основного индикатора и для различных окрасок препаратов в биологии.
Синонимы: метиловый фиолетовый 10B, гексаметиловый фиолетовый, кристаллвиолет, C. I. 42555.

## Свойства
Зелёные кристаллы с бронзовым блеском, имеют синеватый отлив в безводной форме. Молярная масса составляет 407,99 г/моль. Разлагается при температуре 215 °C. Хорошо растворим в спирте, растворим в хлороформе и глицерине, плохо растворим в воде, нерастворим в эфире. Водные растворы имеют фиолетовый цвет, при добавлении соляной кислоты происходит их обесцвечивание. Добавление едкого натра к раствору красителя вызывает выпадение фиолетового осадка.
Образует кристаллогидрат состава C25H30N3Cl·9H2O, имеющий молярную массу 570,12 г/моль.

## Получение
Синтезируют из диметиланилина и кетона Михлера с оксихлоридом фосфора. В процессе реакции образуется промежуточное основание красителя:
 {\displaystyle {\ce {+}}}  {\displaystyle {\ce {->}}} 
Основание отделяют от исходных реагентов, подщелачивают и кипятят несколько раз в слабом растворе соляной кислоты до растворения, затем из растворов осаживают хлоридом натрия:
 {\displaystyle {\ce {->[+{\ce {HCl}}][-{\ce {H2O}}]}}} 
Общее время лабораторного получения и очистки составляет порядка двух дней с выходом 67—81 %.

## Применение
В бактериологии применяется в методе окрашивания по Граму для выявления грамоположительных бактерий, также используется в других методиках окрашивания, например в составе раствора Ниссера, окрашивающего дифтерийные палочки и в красителе Вейгерта, применяющемся в гистологии для окраски эластичных тканей.
В аналитической химии находит применение как кислотно-основный индикатор. Раствор меняет свою окраску из зелёной в синюю в диапазоне pH 0,8—2,6. Также используется как титриметрический реактив для определения вольфрама, ртути, цинка и цветных реакций на ионы кадмия, сурьмы, таллия, золота и других элементов, образующих комплексы с красителем.
Производным кристаллического фиолетового является краситель метиловый зелёный.